# Tammy Abraham
Kevin Oghenetega Tamaraebi Bakumo-Abraham (ur. 2 października 1997 w Londynie) – angielski piłkarz pochodzenia nigeryjskiego, występujący na pozycji napastnika we tureckim klubie Beşiktaş JK, do którego wypożyczony z AS Roma oraz w reprezentacji Anglii.

## Sukcesy

### Chelsea
- Liga Mistrzów UEFA: 2020/2021
- Superpuchar Europy UEFA: 2021

### Aston Villa
- Play-off Championship: 2019

### AS Roma
- Liga Konferencji Europy UEFA: 2021/2022

### Reprezentacyjne
- Turniej w Tulonie: 2018

### Indywidualne
- Gracz sezonu w Bristol City: 2016/2017
- Młody gracz sezonu w Bristol City: 2016/2017
- Najwięcej goli dla Bristol City: 2016/2017
- Drużyna Roku w Championship wg PFA: 2018/2019